# Mendelssohn's Spring Song
Mendelssohn's Spring Song è un cortometraggio muto del 1910 interpretato dall'attore canadese Charles Arling. Il nome del regista non appare nei credit del film.

## Produzione
Il film fu prodotto dall'Independent Moving Pictures Co. of America (IMP)

## Distribuzione
Il film - un cortometraggio di 150 metri - uscì nelle sale statunitensi il 27 ottobre 1910, distribuito dall'Independent Moving Pictures Co. of America (IMP). Nelle proiezioni, veniva programmato con il sistema dello split reel, accorpato in un'unica bobina con un altro cortometraggio prodotto dalla IMP, The Hobble Skirt.